# USS Okinawa (LPH-3)
Pour les autres navires du même nom, voir USS Okinawa.
L'USS Okinawa (LPH–3) est un navire d'assaut amphibie de classe Iwo Jima construit pour l'United States Navy dans les années 1960.
Il est mis sur cale au Philadelphia Naval Shipyard de la ville du même nom, dans l'État de Pennsylvanie (États-Unis) le 1er avril 1960. Il est lancé le 19 août 1961, parrainé par Mme McClellan, femme du sénateur John L. McClellan, et admis au service actif le 14 avril 1962, sous le commandement du captain William E. Lemos. Le LPH-3 est le deuxième navire de l'US Navy à porter le nom de la célèbre bataille de la Seconde Guerre mondiale.

## Historique

### Début de carrière

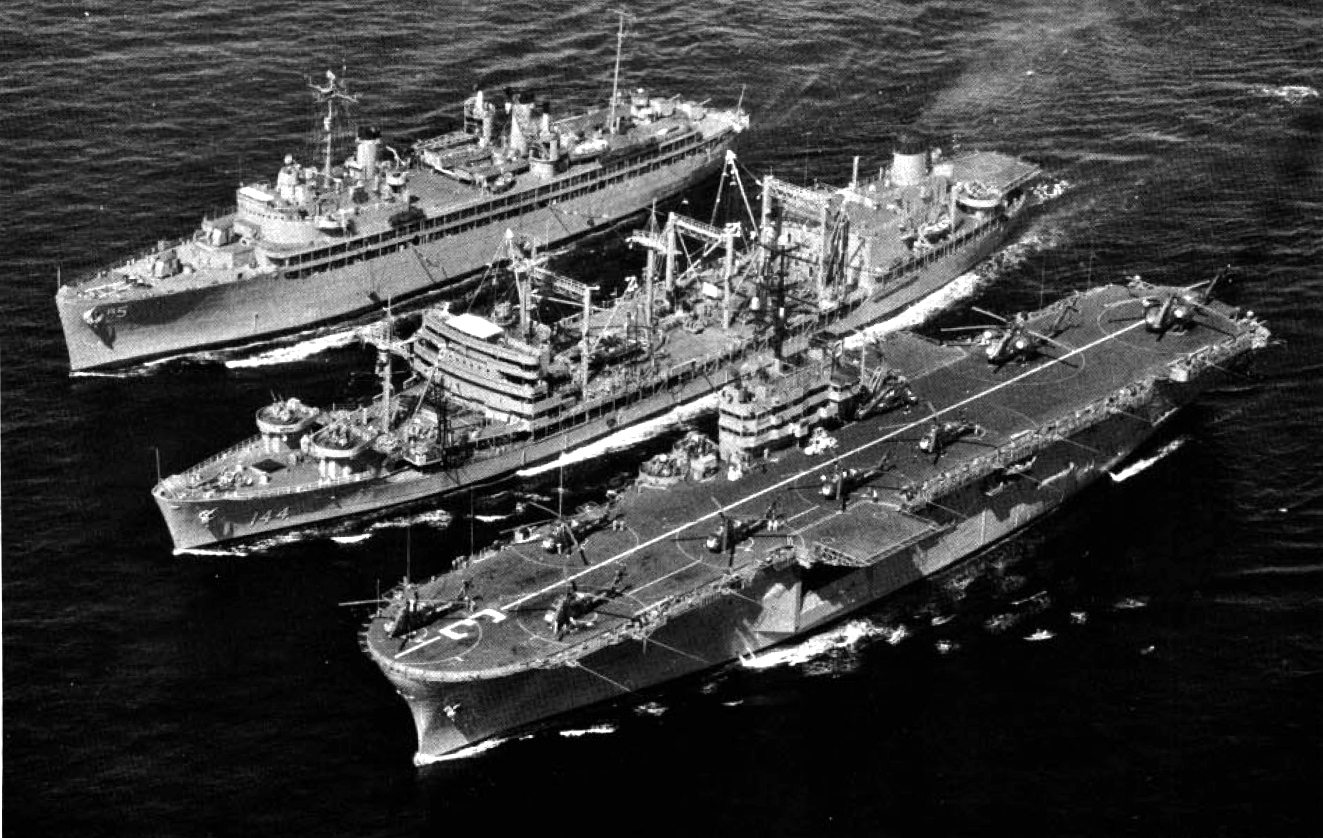
L' ravitaille lOkinawa et le en 1962.

Après sa mise en service, le porte-hélicoptères rallie son port d'attache de Norfolk, la principale base navale américaine sur la côte Est. Arrivé en Virginie le 20 juin 1962, l'Okinawa entame puis poursuit sa mise en condition opérationnelle, six semaines d'exercices dans les Caraïbes depuis la base navale de la baie de Guantánamo et un mois au large de Norfolk. Il participe ensuite au dispositif américain déployé au large de Cuba au cours de la crise des missiles et ce compagnie du Boxer et Thetis Bay. Le navire reste déployé dans la région jusqu'au 3 décembre 1962, date à laquelle il met le cap sur Norfolk.
L'Okinawa passe la première partie de 1963 en entretien et en remise en condition à Philadelphie et Norfolk. Du 9 juillet au 1er octobre, il est déployé dans les Caraïbes avant de terminer l'année au large de la côte Est, occupé par un entraînement intensif. En juin 1964, il rejoint Newport, à Rhode Island, puis New York pour l’exposition universelle. Le 7 octobre 1964, il quitte Norfolk pour un premier déploiement en Europe, participant à un entraînement amphibie au large de l'Espagne (opération Steel Pike I), en plus des escales en France et à Plymouth, rentrant à Norfolk au mois de novembre. Il est ensuite en grand carénage jusqu'à la fin du mois d'avril.

### République dominicaine
En avril 1965, il participe à un exercice au large de Porto Rico. Le 2 mai 1965, le porte-hélicoptères quitte le comté d'Onslow (Caroline du Nord) avec les hélicoptères Sikorsky UH-34 Sea Horse du HMM-263 et le 1er bataillon du 2e régiment de Marines direction la République dominicaine pour l'opération Power Pack. Pendant que le Boxer met à terre des Marines qui protègent les ressortissants américains, évacuant ceux qui veulent partir, l'Okinawa le rejoint ultérieurement pour mettre à terre son bataillon qui est rejoint par d'autres unités des Marines ainsi que par la 82e division aéroportée. Les troupes américaines sont relevées par des unités des pays de l'Amérique centrale entre le 25 mai et le 6 juin 1965. Après un troisième déploiement dans les Caraïbes (juin-décembre 1966), l'Okinawa est transféré dans le Pacifique, appareillant pour la côte Ouest le 24 janvier 1967, arrivant à San Diego - son nouveau port d'attache - le 8 février suivant.

### Premier déploiement au Vietnam
Le 10 mars 1967, l'Okinawa appareille de San Diego pour un premier déploiement au large du Viêt Nam. Le 13 avril, il reçoit un SOS émis par le cargo panaméen Silver Peak échoué près des îles Sento Shosho et récupèrent 38 naufragés. Déployé au Vietnam, l'Okinawa va naviguer au large des côtes du Sud-Vietnam avec à bord Marines et hélicoptères pour monter des missions Search and Destroy, Recherche et destruction. Le porte-hélicoptères retourne à San Diego le 5 décembre 1967.
Le 4 avril 1968 après une période d’entraînement, l'Okinawa récupère la capsule Apollo 6 (sans personnel à bord) à 380 miles au nord de Kauai (Hawaï). Du 2 novembre 1968 au 26 juin 1969, l'Okinawa effectue un deuxième déploiement au large du Vietnam pour la même mission que précédemment : la traque du Viet-Cong.
Le 17 mai 1970, l'Okinawa transporte en Nouvelle-Zélande dix monoplaces d'attaque légère Douglas A-4K Skyhawk et quatre biplaces d’entraînement TA-4K commandés par la Royal New Zealand Air Force. Après avoir quitté Hawaï, le navire fait face à une violente tempête, le commandant de bord envisageant de larguer des avions en mer afin de sauver son navire.
En 1970, l'Okinawa reçoit la Philippine Republic Presidential Unit Citation pour son aide humanitaire aux habitants du golfe de Lagonoy, dans les Philippines, dévastée par le typhon Joan en octobre 1970.
La mission Apollo 15 lancée le 26 juillet 1971 voit pour la première fois un véhicule rouler sur la lune. Les trois astronautes (David Scott, James Irwin et Alfred Worden) sont récupérés le 7 août 1971 par un hélicoptère embarqué sur l'Okinawa.

### Second déploiement au Vietnam

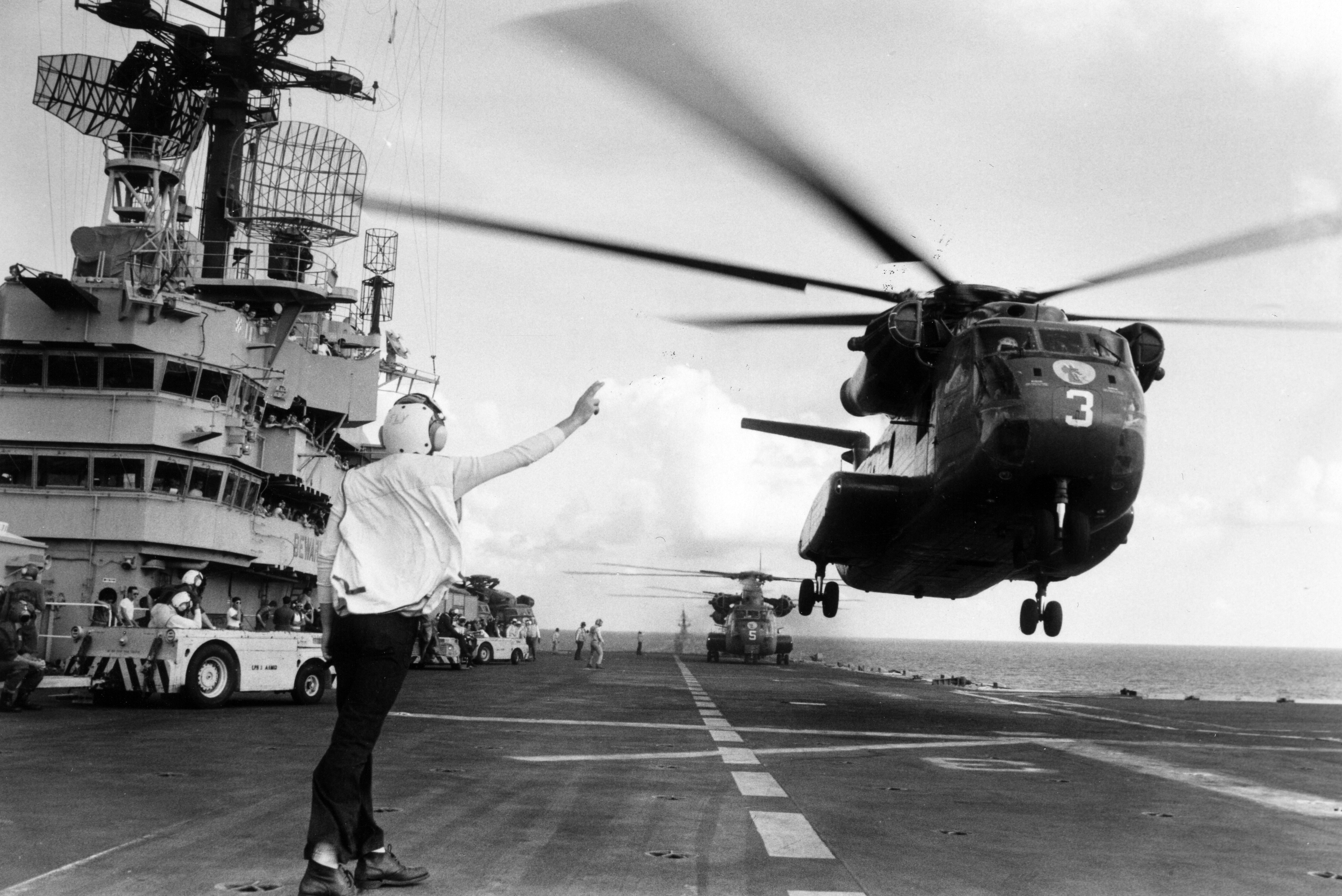
Un CH-53 décolle de l'USS Okinawa pendant l'opération Eagle Pull (avril 1975).

Les Nord-vietnamiens lançant leur offensive de printemps, les Sud-vietnamiens sont puissamment soutenus par l'USAF et l'US Navy qui lance l'opération Linebacker à partir du 10 mai 1972. Dans le golfe du Tonkin, les Américains déploient croiseurs et destroyers pour des missions de bombardement du littoral mais également pour la mission PIRAZ (en), une mission de piquet radar mené à cette époque par le croiseur lance-missiles Chicago. L'Okinawa lui doit assurer les missions de recherche et de sauvetage des pilotes s'éjectant au-dessus du golfe du Tonkin. Le 10 mai, deux aviateurs s'éjectent de leur avion abattu et sont récupérés par un Sea King du HC-7 basé à bord de l'Okinawa.
En avril 1975, l'Okinawa participe avec le porte-avions USS Hancock à l'opération Eagle Pull, l'évacuation de Phnom Penh peu avant sa prise par les khmers rouges. Utilisant des hélicoptères CH-53 Super Tallion des escadrons HMH-462 et HMH-463, le porte-aéronefs évacue 275 Américains du 12 au 17 avril 1975. L'opération d'évacuation est couverte par le Hancock.

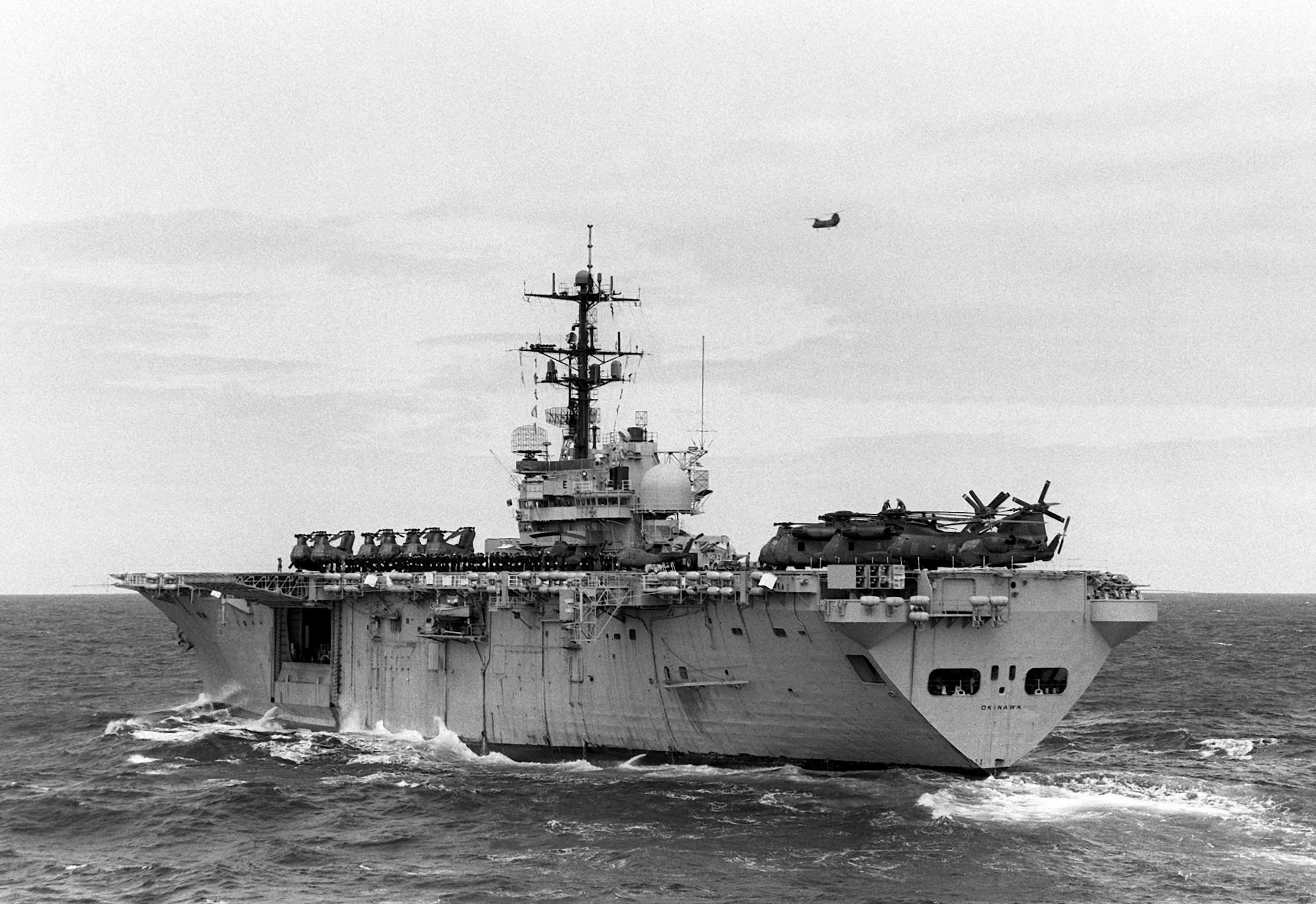
LOkinawa le 14 octobre 1981.

Il participe ensuite à l'opération Frequent Wind, l'évacuation des derniers Américains et de certains de leurs alliés sud-vietnamiens de Saïgon.
Du 7 octobre 1987 au 7 avril 1988, l'USS Okinawa est déployé dans le golfe Persique pour appuyer une opération de guerre des mines et de la mission MAGTF 1-88. Ayant appareillé de Norfolk, il retrouve son port d'attache au printemps 1988 par l'ouest, ayant donc réalisé une circumnavigation.

### Guerre du Golfe
Le 7 septembre 1990, l'Okinawa arrive dans le golfe d'Oman. Il transporte avec les transports de chalands de débarquement USS Ogden et USS Fort McHenry, le bâtiment de débarquement de chars USS Cayuga et le transport d'assaut USS Durham, la 13e unité expéditionnaire des Marines, les différents navires formant l'Amphibous Ready Group Alpha.
Le 24 janvier 1991, l'Okinawa participe à l'exercice Sea Soldier IV, un exercice destiné à maintenir le haut commandement irakien dans la certitude qu'une opération amphibie majeure se prépare sur les côtes koweïtiennes. Le 29 janvier, l'Okinawa lance ses Marines à l'assaut de l'île de Umm al Maradim. Ce bluff amphibie sera maintenu au cours de l'offensive terrestre, la 13e unité simulant une attaque au sud de Koweit City. Le navire rentre finalement aux États-Unis en avril 1991.

### Fait

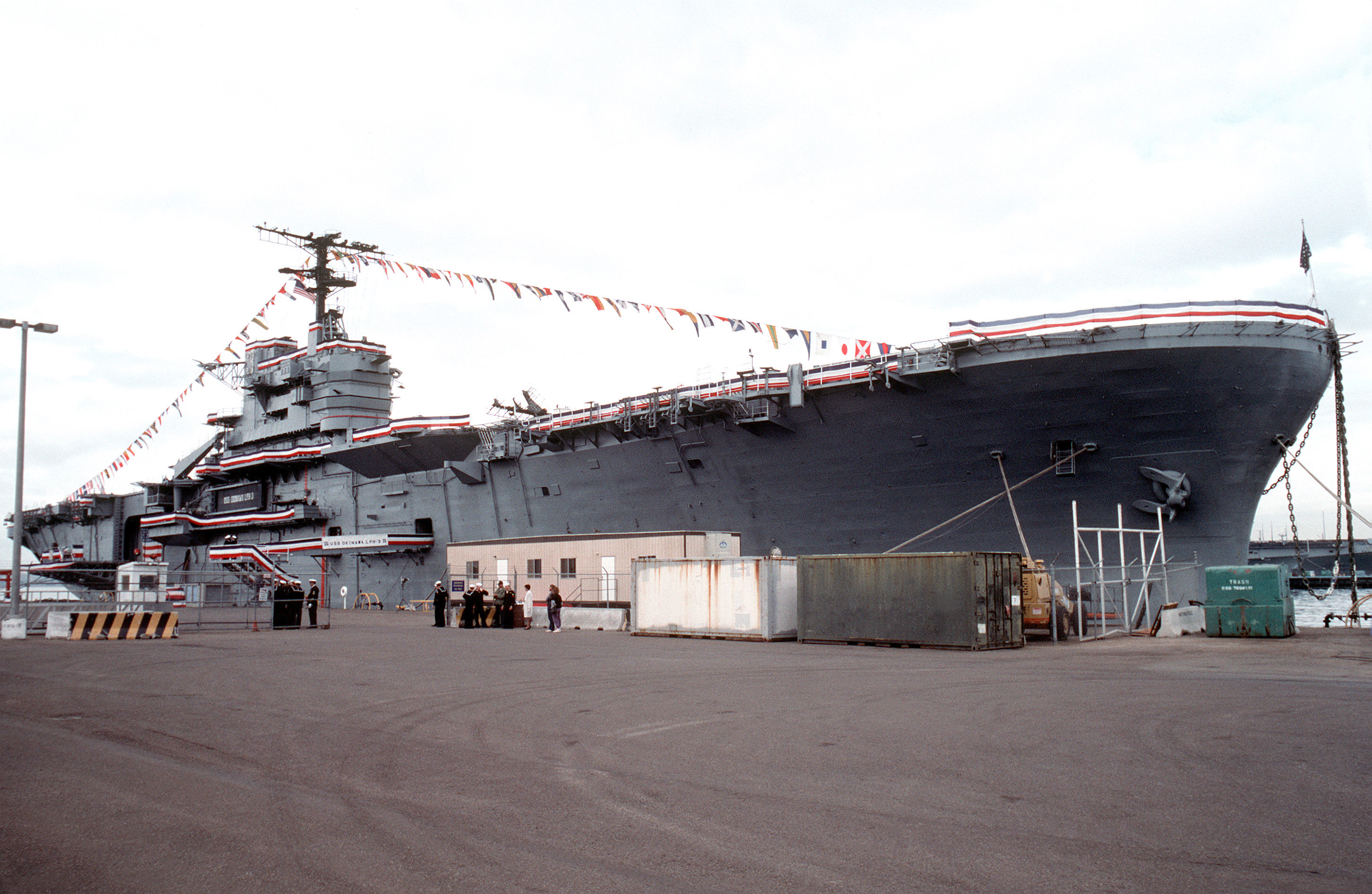
LOkinawa lors de sa cérémonie de retrait de service le 17 décembre 1992.

Après plus de trente années de services, l'USS Okinawa est désarmé et rayé du Naval Vessel Register le 17 décembre 1992. Il est confié à la MARAD et mouillé à Suisun Bay (Benicia) en Californie, l'un des trois mouillages de la National Defense Reserve Fleet.
Le 6 juin 2002, il participe à un exercice SINKEX du Commandement des Sous-Marins du Pacifique (COMSUBPAC). Servant de navire cible, il encaisse des bombes et des missiles Maverick et Harpoon, avant son coup de grâce à la torpille Mk48 du sous-marin USS Portsmouth. Son épave repose au large des côtes Sud de la Californie à 3 700 mètres de profondeur aux coordonnées suivantes : 31° 27′ N, 119° 42′ O.

## Récompenses, citations et rubans de campagne
| Gold star · Bronze star · Bronze star · Bronze star · Bronze star |                                                       |                                         |
| Bronze star · Bronze star                                         |                                                       | Bronze star · Bronze star               |
| Bronze star                                                       | Bronze star · Bronze star · Bronze star · Bronze star | Silver star · Bronze star · Bronze star |
| Bronze star · Bronze star                                         | Bronze star                                           |                                         |
|                                                                   |                                                       |                                         |

- Rangée supérieure - Combat Action Ribbon (2) - Navy Unit Commendation (5)
- Deuxième rang - Navy Meritorious Unit Commendation (3) - Navy Battle "E" Ribbon - Navy Expeditionary Medal (1-Cuba, 2 Iran/Océan Indien)
- Troisième rangée - National Defense Service Medal - Armed Forces Expeditionary Medal (1-Cuba, 1-République Dominicaine, 1-Op. Eagle Pull, 1-Op. Frequent Wind, 2-Persian Gulf) - Vietnam Service Medal (7)
- Quatrième rangée - Southwest Asia Service Medal - Humanitarian Service Medal (1-Eagle Pull, 1-Frequent Wind) - Philippine Presidential Unit Citation
- Cinquième rangée - Republic of Vietnam Gallantry Cross Unit Citation (en) (5) - Republic of Vietnam Campaign Medal (en) - Kuwait Liberation Medal (Kuwait) (en)